# 索斯佩勒
索斯佩勒（法語：Sospel，法語發音：[sɔspɛl]）是法国滨海阿尔卑斯省的一个市镇，位于该省东部，属于尼斯区。

## 地理
索斯佩勒（43°52'37"N, 7°26'54"E）面积62.39 平方千米，位于法国普罗旺斯-阿尔卑斯-蓝色海岸大区滨海阿尔卑斯省，该省份为法国东南部沿海省份，南濒地中海，西南至瓦尔省，西北接上普罗旺斯阿尔卑斯省，北部和东部与意大利接壤。
与索斯佩勒接壤的市镇（或旧市镇、城区）包括：鲁瓦亚河畔布雷伊、卡斯泰拉尔、卡斯蒂永、吕塞拉姆、穆利内、佩耶。
索斯佩勒的时区为UTC+01:00、UTC+02:00（夏令时）。

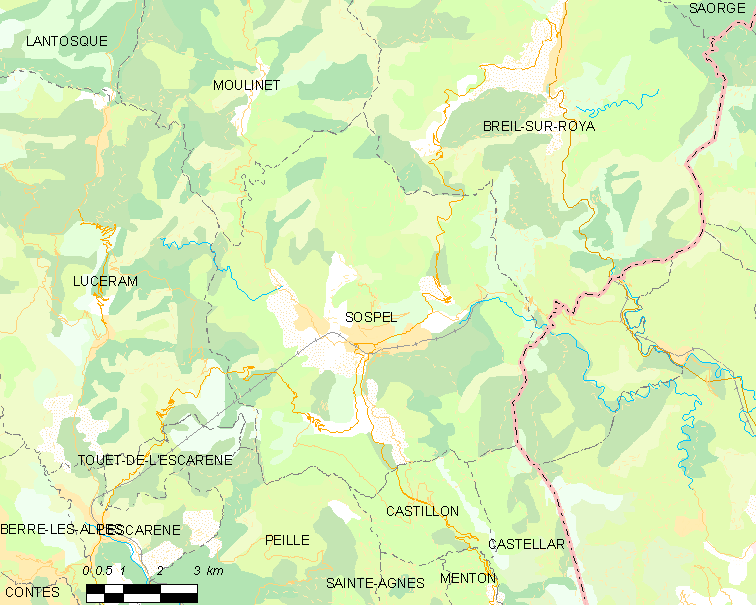
索斯佩勒的OSM定位图

## 行政
索斯佩勒的邮政编码为06380，INSEE市镇编码为06136。

## 政治
索斯佩勒所属的省级选区为孔特县。

## 交通
滨海阿尔卑斯省省道D54线、D93线、D2204线、D2566线和D2566A线在境内交汇。

## 人口

1962-2008年间索斯佩勒人口变化图示

索斯佩勒于2022年1月1日时的人口数量为3807人。